# Myodes gapperi
Myodes gapperi е вид бозайник от семейство Хомякови (Cricetidae).

## Разпространение
Видът е разпространен в Канада (Албърта, Британска Колумбия, Квебек, Лабрадор, Манитоба, Нова Скотия, Нунавут, Ню Брънзуик, Нюфаундленд, Онтарио, Остров Принц Едуард, Саскачеван и Северозападни територии) и САЩ (Айдахо, Айова, Аляска, Аризона, Вашингтон, Вирджиния, Върмонт, Джорджия, Западна Вирджиния, Кентъки, Колорадо, Кънектикът, Масачузетс, Мейн, Мериленд, Минесота, Мичиган, Монтана, Ню Джърси, Ню Йорк, Ню Мексико, Ню Хампшър, Орегон, Охайо, Пенсилвания, Род Айлънд, Северна Дакота, Северна Каролина, Тенеси, Уайоминг, Уисконсин, Южна Дакота, Южна Каролина и Юта).